# Afromevesia nigripectus
Afromevesia nigripectus är en stekelart som först beskrevs av Brulle 1846.  Afromevesia nigripectus ingår i släktet Afromevesia och familjen brokparasitsteklar. Inga underarter finns listade i Catalogue of Life.